# Aleksej Česlavovič Brodovič
Aleksej Česlavovič Brodovič in russo Алексей Чеславович Бродович?, traslitterazione anglosassone Alexey Brodovitch (Ogoliči, 1º maggio 1896 – Le Thor, 15 aprile 1971) è stato un designer, fotografo e direttore artistico sovietico.
È stato uno dei pionieri della moderna editoria statunitense, rivoluzionandone assieme a Mehemed Fehmy Agha le regole grafiche.

## Biografia
Brodovič compie i propri studi artistici a San Pietroburgo. Successivamente si trasferisce a Parigi. Qui lavora nel campo della grafica progettando libri e manifesti, e nel campo del teatro progettando alcune scenografie per i Ballets Russes di Sergej Pavlovič Djagilev.
Nel 1931 emigra negli Stati Uniti, dove apre un proprio studio. Viene chiamato da Carmel Snow, direttrice di Harper's Bazaar, per adeguare l'estetica della celebre rivista americana al gusto europeo, come già aveva fatto Vogue grazie ad Agha.
Nel 1934 Brodovič assume il ruolo di direttore artistico presso Harper's Bazaar, e manterrà questa posizione fino al 1958. Alla base del proprio lavoro vi è la costante ricerca dell'innovazione: in particolare introduce nuovi stili per quanto riguarda la fotografia di moda, con l'obiettivo di distinguere in maniera netta le pagine editoriali da quelle pubblicitarie. Se fino all'epoca la fotografia di moda era caratterizzata da riprese in studio e luci artificiali, Brodovič introduce la ripresa in esterno con macchina in mano, condizione quest'ultima che, invece della tecnica e del rigore, privilegia la spontaneità e la dinamica.
Sul versante prettamente tipografico, Brodovič mira alla ricerca di un equilibrio in grado di integrare armoniosamente immagini e testo a livello d'impaginazione.
Per la parte visiva predilige la ripetizione delle figure, le immagini speculari, il ritmo. Per i font la sperimentazione.
Sempre durante il periodo americano Brodovič viene invitato a tenere corsi presso la School of Art di New York: avrà un'influenza significativa sulla formazione di una intera generazione di fotografi e direttori artistici.
È inoltre consulente grafico di aziende quali Steinway & Sons, Helena Rubinstein e Elizabeth Arden.
Nel secondo dopoguerra diventa direttore artistico anche della rivista Portfolio.
A metà degli anni sessanta decide di far ritorno in Francia. Tra i lavori più importanti dell'ultimo periodo della sua carriera è possibile citare la monografia Ballet, raccolta fotografica dei Balletti russi di Djagilev.
Nel 1972 viene annoverato, postumo, nella Hall of Fame dell'Art Directors Club.

## Allievi
Tra gli allievi di Brodovič, che poi sono diventati figure rilevanti nell'ambito della grafica, della fotografia e della pubblicità, è possibile citare:
- Richard Avedon
- Helmut Krone
- Irving Penn
- Otto Storch
- Bradbury Thompson
- Garry Winogrand
- Henry Wolf
- Eve Arnold